# Phil Spencer
Phil Spencer é um executivo norte-americano, CEO da Microsoft Gaming. Também é conhecido por ser fundador da XGS Global Europe em 2007.

## Carreira
Spencer juntou-se à Microsoft em 1988 e atuou em diversas funções técnicas, como: líder do desenvolvimento dos primeiros softwares da Microsoft em CD-ROM (como o Encarta), gerente de desenvolvimento do Microsoft Money e gerente geral dos produtos de produtividade do consumidor online e offline da Microsoft, incluindo Microsoft Works e Microsoft Picture It!
Spencer fundou e trabalhou como Chefe da Microsoft Game Studios Europe EMEA, atuando com desenvolvedores europeus da Microsoft e estúdios como Lionhead Studios e Rare Ltd. até 2008, quando ele se tornou o gerente geral da Microsoft Studios. Eventualmente, tornou-se o vice-presidente corporativo do estúdio um ano depois. Ele participou das conferências E3 da Microsoft em 2010, 2011, 2012, 2013, 2014, 2015, 2016, 2017, 2018 e 2019.
No final de março de 2014, Satya Nadella anunciou, em um e-mail corporativo, que Spencer iria "liderar os times Xbox, Xbox Live, Xbox Music e Xbox Video, além da Microsoft Studios", sucedendo ao chefe anterior da Xbox, Marc Whitten, que saiu duas semanas antes do anúncio.
Logo após sua nomeação, em uma entrevista com Larry Hryb, Spencer afirmou que havia algumas "decisões erradas" a respeito da direção do Xbox One e que o console iria se focar mais em jogos do que em entretenimento geral.

## Vida pessoal
Spencer conseguiu um diploma de bacharel da Universidade de Washington. Ele vive em Bellevue, Washington, com sua esposa e duas filhas.